# Billy Cross
Billy Cross (født William Schwartz 15. juli 1946 på Manhattan i New York, USA) er en amerikansk guitarist, sanger og producer, der har været bosat i Danmark siden 1980.

## Karriere

### Tidlige år
Billy Cross startede som studiemusiker i USA i 1960’erne og medvirkede bl.a. på albummer med Sha Na Na og Topaz. Han besøgte Danmark i 1974, hvor han spillede to koncerter i København. Herefter vendte han ofte tilbage til København samtidig med, at han arbejdede sammen med Bob Dylan og Meat Loaf i USA. 
Han var fast medlem af Bob Dylans band fra slutningen af 1977 til foråret 1979. I denne periode indspillede Dylan i 1978 en live-lp, At Budokan, hvor Cross medvirker, og han medvirker også på Dylans efterfølgende studiealbum "Street Legal".

### Tiden i Danmark
I 1979 indspillede han No Overdubs sammen med Delta Blues Band. Kort efter blev han fast medlem af dette band, som efter navneskifte til Delta Cross Band udgav fire albummer mere: Rave On (1979), Up Front (1981), Astro-Kid (1982) og Tough Times (1990).
I 1980 producerede han Tidens tern med C.V. Jørgensen, som blev det folkelige gennembrud for C.V. Jørgensen. Herefter blev Cross stærkere engageret i producervirksomheden, og samtidig opstod der uenigheder om den musikalske linje i Delta-Cross Band, som kun spillede få koncerter efter 1983. I pausen fra Delta-Cross Band udgav han i 1986 soloalbummet, Billy Cross, men det var primært som producer, han gjorde sig bemærket i Danmark i den følgende periode.
Listen over kunstnere, som Billy Cross har produceret album for, er imponerende lang: C.V. Jørgensen, Johnny Madsen, Anne Dorte Michelsen, Søs Fenger, Rock Nalle, Klaus Kjellerup, Bamse, Pretty Maids, Dr. Hook, Henrik Strube, Mikael Wiehe, Björn Afzelius, Allan Olsen, Henning Stærk, Lars Lilholt, Dalton og flere endnu.
I 1983 skrev han sangen "Take Me back" til Bonnie Tylers største album Faster Than the Speed of Night, der blev produceret af Jim Steinman.
Billy Cross dannede i 1989 gruppen Hobo Ekspressen sammen med Johnny Madsen, Nanna og Peter Belli. Gruppen er kendt for singlen "En At Bli' Som" med dansk tekst af Johnny Madsen efter originalen "Handle with Care" skrevet af Bob Dylan, George Harrison, Roy Orbison, Tom Petty og Jeff Lynne.
Efter 18 års pause udgav han et soloalbum igen i 2004, Life is good, som blev efterfulgt af So Far So Good, udgivet 2009. I de senere år har han turneret med trioen, Cross-Schack-Ostermann, og i dag spiller han i tre forskellige bands: "The Billy Cross Band", trioen 'Everybody's Talking' og solo under titlen ’Just me and my guitar’.
Desuden er han involveret i en genoplivning af 60'er-bandet "The Druids of Stonehenge".
Han udgav desuden en kogebog i 1998: Mit amerikanske køkken, og i 2010 udkom hans erindringer, Så langt så godt – et liv med rock.
I 2024 turnerede Billy Cross med Dissing Brødrene og Las i Danmark, hvor de blandt andet besøgte det Aalborgensiske lydstudie The Hideout Studio, for at indspille nummeret "This Song Belongs To You", som udkom den 16 maj, 2025 

## Diskografi
| Year | Song                     | Peak | Certification |
| Year | Song                     | DK   | Certification |
| ---- | ------------------------ | ---- | ------------- |
| 1986 | Billy Cross              | –    |               |
| 2004 | Life Is Good             | –    |               |
| 2009 | So Far So Good           | –    |               |
| 2009 | The Dream Hasn't Changed | 15   |               |
| 2015 | Goodbye to the Sixties   | –    |               |
| 2024 | America                  |      |               |
| 2025 | This Song Belongs To You |      |               |